# Lindenberg Peninsula

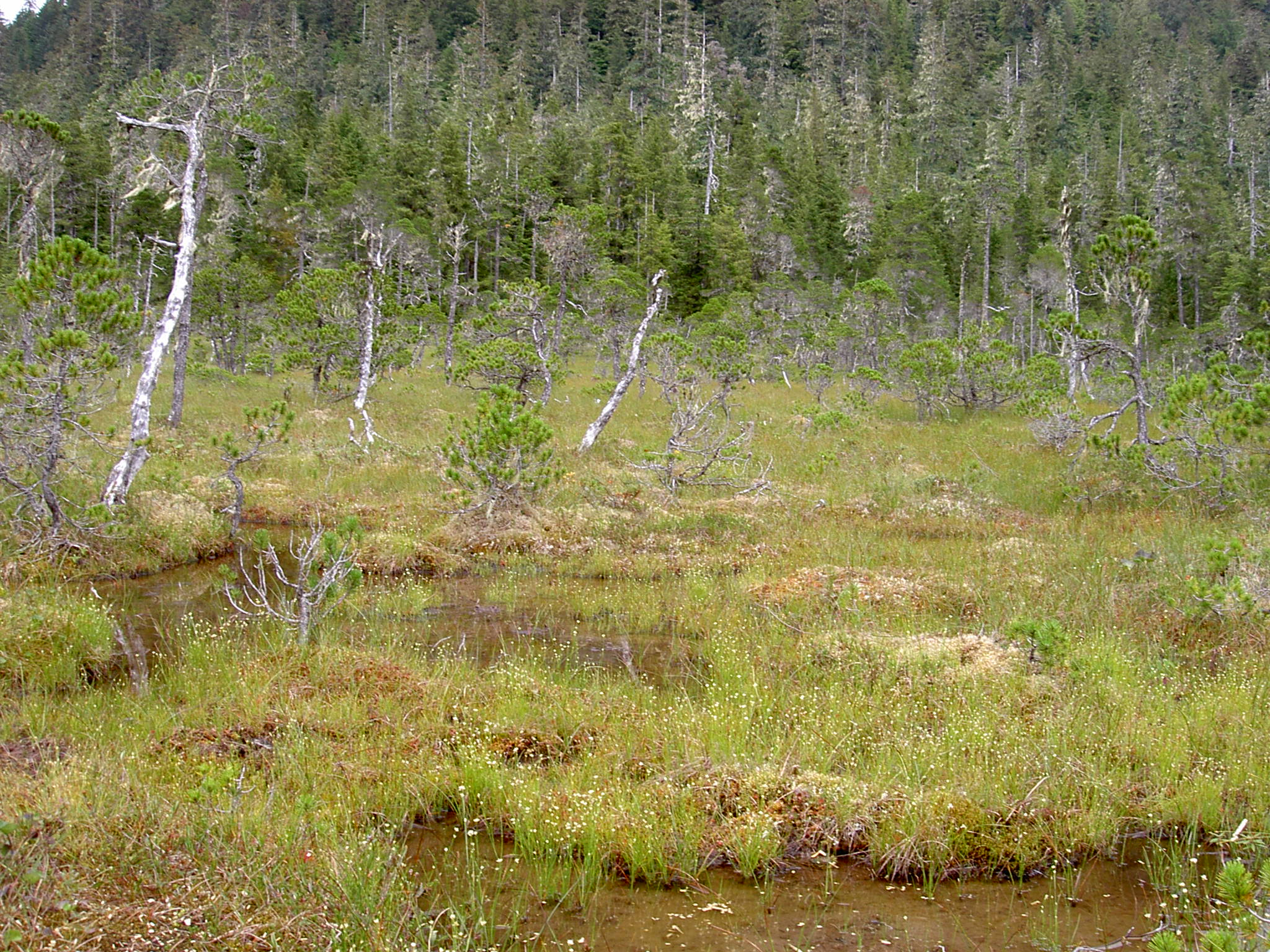
Een moeras op het schiereiland

De Lindenberg Peninsula is een schiereiland van Kupreanof Island in de Alexanderarchipel in de Alaska Panhandle in het zuidoosten van Alaska in de Verenigde Staten.

## Geografie
Het schiereiland ligt ten oosten van de rest van Kupreanof Island is alleen in het noordwesten verbonden met de rest van het eiland. Het wordt van het hoofdgedeelte van het eiland gescheiden door het Duncan Canal in het westen. Ten noorden en noordoosten van het eiland ligt de Frederick Sound die het schiereiland scheidt van het vasteland van Alaska. In het zuidoosten wordt het schiereiland van Mitkof Island gescheiden door de Wrangell Narrows. In het zuiden staan de Wrangell Narrows in verbinding met het Duncan Canal, met aan de overzijde het Woewodski Island.
Aan de oostkust ligt de plaats Kupreanof dat gelegen is aan de Wrangell Narrows met aan de overkant van het water de stad Petersburg op Mitkof Island.

## Geschiedenis
Het schiereiland werd in 1853 door navigator luitenant Michail Vasiljev van de Russische Hydrografische Afdeling van de Russische Keizerlijke Marine vernoemd naar de Russische geograaf van Finse afkomst G. Lindenberg. Lindenberg verkende en onderzocht de Alexanderarchipel in 1838.